# زیردریایی کلاس پراودا
زیردریایی کلاس پراودا (به انگلیسی: Pravda-class submarine) یک کلاس از زیردریایی است که طول آن 90.0 m می‌باشد.